# Jana
Jana je žensko osebno ime.

## Izvor imena
Ime Jana je možno razlagati kot žensko obliko moškega osebnega imena Jan oziroma Janez. Možna pa je seveda tudi izpeljava prek oblik imena Joana, Joanna, a z njima prek latinskega imena Joannes ponovno pridemo do imena Janez.

## Različice imena
Janči, Jane, Janet, Janica, Jani, Janija, Janika, Janina, Janine, Janis, Janislava, Janita, Janka, Janika, Janki, Jankica, Januša, Januška, Janža, Johana, Vanja, Žana, Žanda, Žanet, Žaneta, Žanika, Žanja, Žanin, Žanina, Žanka

## Tujejezikovne oblike imena
- pri Angležih, Dancih, Nemcih, Švedih: Jane
- pri Francozih: Janet, Jeanne, Jeanette

## Pogostost imena
Po podatkih Statističnega urada Republike Slovenije je bilo na dan 31. decembra 2007 v Sloveniji število moških oseb z imenom Jana: 3.704. Med vsemi ženskimi imeni pa je ime Jana po pogostosti uporabe uvrščeno na 71. mesto.

## Osebni praznik
V koledarju je ime Jana uvrščeno k imenu Janez.

## Zanimivost
Zgodovinsko najbolj znana Jana je francoska narodna junakinja Jeanne d'Arc, imenovana Devica Orleanska, ki je povedla Francoze k zmagi nad Angleži.